# آندره‌آ بالستری
آندره‌آ بالستری (ایتالیایی: Andrea Balestri؛ زادهٔ ۱ سپتامبر ۱۹۶۳) یک هنرپیشه اهل ایتالیا است.
از فیلم‌ها یا برنامه‌های تلویزیونی که وی در آن نقش داشته است می‌توان به تورین سیاه و چهره پیکاسو اشاره کرد.